# Кашуба Ярослав Миколайович
Яросла́в Микола́йович Кашу́ба (нар. 30 квітня 1970, Львів, УРСР, СРСР) — український економіст, доктор економічних наук (2014), професор Львівської політехніки. Нагороджений Почесною грамотою Кабінету Міністрів України і званням Заслужений економіст України.

## Життєпис
У 2002 році закінчив Міжрегіональну Академію управління персоналом, за фахом «менеджер бізнесу».
У 2007 році завершив Львівський регіональний інститут державного управління Національної академії державного управління при Президентові України, за фахом «магістр державного управління».
Трудову діяльність розпочав у 1991 році помічником заступника голови Львівського міськвиконкому.
1995—1996 — заступник головного лікаря з правових і кадрових питань лікарні швидкої медичної допомоги.
1996—1998 — заступник гендиректора СП ТОВ «Новеком».
1998—1998 — гендиректор ТОВ «Західний медичний центр».
1998—2000 — начальник управління у справах сім'ї та молоді Львівської ОДА.
2003—2005 — начальник головного управління у справах сім'ї та молоді Львівської ОДА.
2005—2006 — старший науковий працівник Західного наукового центру НАН і МОН України.
З 2008 по 2010 рік — заступник голови Львівської обласної державної адміністрації.
З 2010 по 2014 рік — професор кафедри теоретичної та прикладної економіки Львівської політехніки.
У травні 2014 року повернувся на державну службу. Спершу працював у Департаменті забезпечення діяльності Міністра фінансів України, пізніше — начальником Державної фінансової інспекції України в Київській області.

## Наукова діяльність
З 2005 року — старший науковий працівник Західного наукового центру НАН України. З 2006 року працює за сумісництвом.
У науковому доробку має 4 монографії, понад 90 публікацій, 8 навчальних посібників, з них 2 з грифом МОН України.
У 2014 році захистив докторську дисертацію на тему «Теоретико-методологічні засади формування стратегії розвитку підприємництва в Україні».
- Навчальні посібники: «Сучасні економічні теорії», «Цивільне право».
- Монографії:

1. Кашуба Я. М. «Формування системи дитячого оздоровлення і туризму» (Львів: ПАІС, 2007. — 293 с.);
2. Кашуба Я. М. «Японський феномен розвитку приватного бізнесу» (Львів: Астролябія, 2009. — 272 с.);
3. «Selected Economic and Technological Aspects of Management» / N. Iwaszczuk, Я. М. Кашуба та ін. (Krakow: AGH University of Science and Technology Press, 2013. — 234 c.);
4. «Вибір методів та підходів стратегічного управління розвитком підприємництва», «Інноваційний розвиток підприємництва як передумова переходу до економіки знань», «Механізми формування та використання результатів моніторингу з метою підвищення життєздатності підприємництва» (2019).

- Статті в фахових виданнях: «Вплив діяльності підприємств малого та середнього бізнесу на формування економіки знань в Україні та Європейському союзі», «Обґрунтування механізму стратегічного управління розвитком приватного бізнесу в Україні на основі виділення базового сценарію», «Обґрунтування механізму забезпечення життєздатності підприємництва в Україні», «Проблеми стратегічного планування розвитку підприємництва в Україні», «Вибір методів та підходів стратегічного управління розвитком підприємництва», «Інноваційний розвиток підприємництва як передумова переходу до економіки знань», «Механізми формування та використання результатів моніторингу з метою підвищення життєздатності підприємництва», «Monitoring organization of enterprise from position of system approach», «Польский опыт управления развитием МСП в контексте европейской интеграции, как пример для Украины и стран Восточного партнерства ЕС».
- Організатор та співавтор серії довідників для малого і середнього бізнесу «Влада і бізнес: врегулювання конфліктів»:

1. Організаційно-правове забезпечення державної регуляторної політики у сфері господарської діяльності (Львів: ПАІС, 2007. — 104 с.);
2. Контроль і перевірка суб'єктів підприємницької діяльності (Львів: ПАІС, 2007. — 368 с.);
3. Політика на місцевому рівні (Львів: ПАІС, 2007. — 244 с.);
4. Практичні рекомендації щодо започаткування та ведення підприємницької діяльності (Львів: ПАІС, 2007. — 256 с.);
5. Контроль і перевірка суб'єктів підприємницької діяльності (Львів: ПАІС, 2008. — 528 с.);

- Автор та співавтор ряду навчальних посібників:

1. Кашуба Я. М., Бевз Г. М., Герасим Г. З. «Організація рекреаційних заходів у системі соціальної роботи» (Львів: ПАІС, 2006. — 132 с.);
2. Киричук О. С., Малик Я. Й., Кашуба Я. М. «Рада Європи» (Львів: ПАІС, 2006. — 167 с.);
3. Кашуба Я. М. «Права дитини: європейський досвід» (Львів: ПАІС, 2007. — 114 с.);
4. Кашуба Я. М., Панцир С. І. «Соціальні послуги для людей з особливими потребами» (Львів: СПДФО Андрієчко А. М., 2011. — 312 с.);
5. Кашуба Я. М. «Цивільне право» (Львів: Астролябія, 2010.— 420 с. Рекомендований до друку МОН України (лист № 1/11-6315 від 12.07.2010 р.);
6. «Сучасні економічні теорії» / Башнянин Г. І., Кашуба Я. М. та ін. (Львів: Новий світ — 2000, 2012.— 211с. Рекомендований до друку МОН України (лист № 1/11-12624 від 29.12.2011 р.).

## Громадська робота
Член Ради Асоціації платників податків України.

## Корупційний скандал
11 вересня 2015 року в Києві співробітники Генеральної прокуратури та СБУ затримали Ярослава Кашубу під час отримання хабаря розміром 622 тисячі гривень. В автівці посадовця також знайшли кілька пакетів з великою сумою грошей, рушницю, набої та інше.
Пізніше чиновника відпустили під заставу 1,8 млн гривень.

## Особисте життя
Одружений, виховує двох доньок — Софію (нар. 2003) та Леонтину (нар. 2012).

## Нагороди
- Указом Президента України присвоєно звання — Заслужений економіст України;
- Почесна грамота Верховної Ради України;
- Почесна грамота Кабінету Міністрів України;
- Почесна грамота Державного комітету України з питань регуляторної політики і підприємництва